# Sông Bắc Cảng
Bắc Cảng (北港溪, Bắc Cảng khê) là một dòng sông tại Đài Loan. Sông có chiều dài là 82 km và diện tích lưu vực đạt 645,21 km². Sông chảy từ núi Chương Hồ thuộc huyện Vân Lâm đến Gia Nghĩa rồi đổ ra eo biển Đài Loan. Do các hoạt động du lịch tại khu vực dãy núi A Lý Sơn ở thượng nguồn cũng như các hóa chất sử dụng trong nông nghiệp, sông Bắc Cảng hiện đang bị ô nhiễm. Khu vực cửa sông Bắc Cảng có hệ thống sinh vật phong phú tại các vùng đất ngập nước, đặc biệt là các loài chim.

## Phụ lưu
- sông Bắc Cảng：Vân Lâm, Gia Nghĩa
  - Tam Điệp：Khê Khẩu, Gia Nghĩa, Đại Bì, Vân Lâm; Đại Lâm, Dân Hùng, Mai Sơn, Gia Nghĩa
    - Hoa Hưng（Nguyên Danh Đảo Khổng）：Khê Khẩu, Đại Lâm, Đại Bì, Mai Sơn, Gia Nghĩa; Đấu Nam, Cổ Khanh, Vân Lâm
      - Tảo Tri：Đại Lâm, Gia Nghĩa
      - Phan Vĩ Khanh：Cổ Khanh, Gia Nghĩa

    - Trung Lâm：Đại Lâm & Mai Sơn, Gia Nghĩa
      - Đại Phố Mỹ：Đại Lâm & Mai Sơn, Gia Nghĩa

    - Ma Viên：Đại Lâm & Mai Sơn, Gia Nghĩa
      - Diệp Tử Liêu：Đại Lâm & Mai Sơn, Gia Nghĩa

    - Nam Tĩnh：Mai Sơn, Gia Nghĩa
    - Cửu Khung Khanh：Mai Sơn, Gia Nghĩa

  - Hổ Vĩ：Nguyên Trường, Vân Lâm|Nguyên Trường, Đại Bì, Thổ Khố, Hổ Vĩ, Đấu Nam, Đấu Lục, Đồng Hương, Lâm Nội, Cổ Khanh thuộc Vân Lâm
    - Đại Hồ Khẩu：Đại Bì, Đấu Nam, Vân Lâm, Cổ Khanh thuộc Vân Lâm
    - Thạch Ngưu：Hổ Vĩ, Đấu Nam, Đấu Lục, Cổ Khanh thuộc Vân Lâm
      - Lôn Tử：Đấu Nam, Cổ Khanh thuộc huyện Vân Lâm
        - Khảm Đính：Cổ Khanh, Vân Lâm

      - Tùng Bách Khang：Cổ Khanh, Vân Lâm

    - Vân Lâm：Đấu Nam, Đấu Lục, Cổ Khanh thuộc Vân Lâm
      - Ba Tiêu：Đấu Lục, Cổ Khanh thuộc Vân Lâm

    - Thạch Lựu Ban：Đấu Lục, Cổ Khanh, Lâm Nội thuộc Vân Lâm
      - Hải Phong Lôn：Đấu Lục, Cổ Khanh thuộc Vân Lâm
        - Tiêm Sơn Khanh：Cổ Khanh, Vân Lâm

      - Lâm Tử Đầu：Đấu Lục, Vân Lâm
        - Phong Thụ Hồ Nam：Đấu Lục, Vân Lâm
        - Giảo Cẩu：Đấu Lục, Vân Lâm
        - Mai Lâm：Đấu Lục, Cổ Khanh thuộc Vân Lâm
        - Bì Tử Đầu：Đấu Lục, Cổ Khanh thuộc Vân Lâm

      - Ngoại Hồ：Đấu Lục, Vân Lâm
      - Đại Phố：Đấu Lục, Lâm Nội thuộc Vân Lâm

    - Càn khê：Đấu Lục, Lâm Nội thuộc Vân Lâm
      - Đấu Lục Đông：Lâm Nội thuộc Vân Lâm